# Jervis Bay Airport
Jervis Bay Airport är en flygplats i Australien. Den ligger i den sydöstra delen av landet, 140 km öster om huvudstaden Canberra. Jervis Bay Airport ligger 59 meter över havet.